# Aegidienhof Lübeck

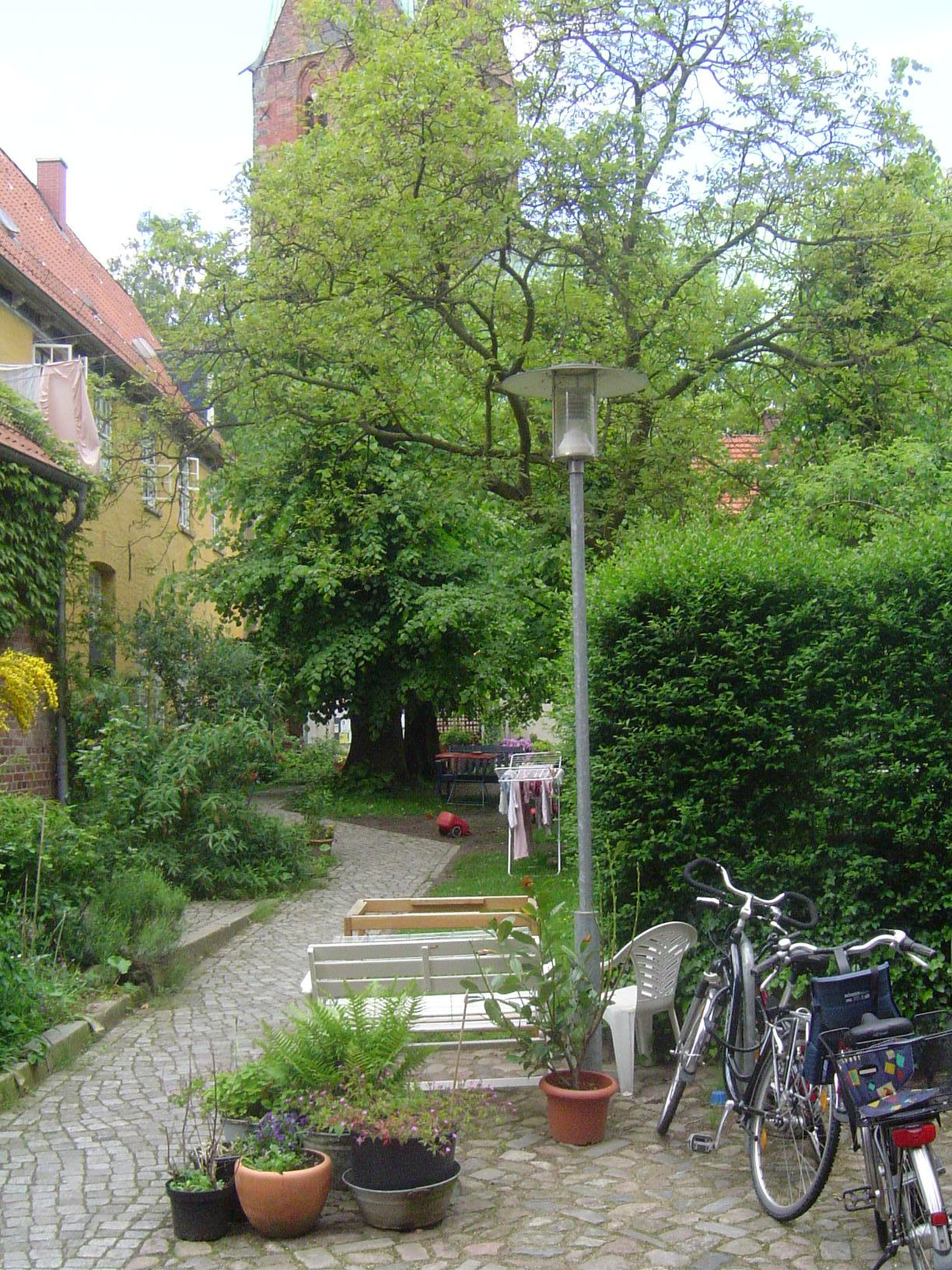
Aegidienhof in Lübeck

Der Aegidienhof in Lübeck ist eines der größten sozialen Wohnprojekte in Schleswig-Holstein.

## Zielsetzung

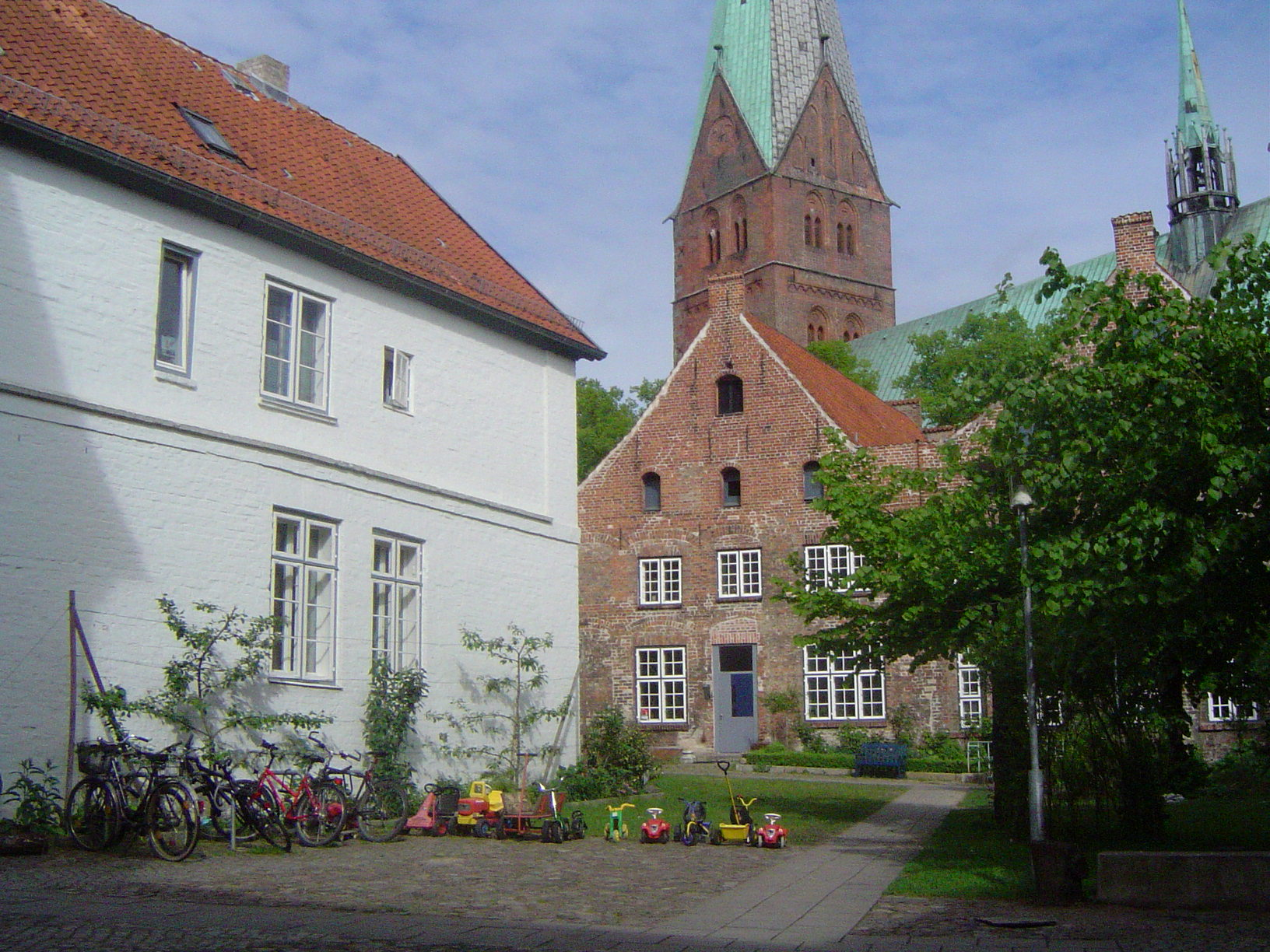
Aegidienhof in Lübeck mit Aegidienkirche im Hintergrund

Das Projekt versucht, Jung und Alt, Menschen ohne und mit Behinderungen, Alleinstehende und Familien, Wohnen und Arbeiten einander nicht zu entfremden, sondern in einer neuen urbanen Mischung zusammenzuführen.
Bürger aus Lübeck und Umgebung haben sich Ende 1999 ohne Einschaltung eines Großinvestors zu einer Baugemeinschaft zusammengeschlossen, um ein Stück Lübecker Altstadt zu erhalten und wieder zum Leben zu erwecken. Durch Ankauf und behutsame Sanierung des bau- und kulturgeschichtlich bedeutenden Komplexes um den Aegidienhof wurde aus dem Sozialamt (bis 1997) ein Projekt geschaffen, in dem wieder Menschen wohnen und ihren Arbeitsplatz finden können.

## Geschichte
Der Komplex besteht aus 12 Gebäuden. Er umfasst einen Block der St.-Annen-Straße zwischen Staven- und Weberstraße, der seit Jahrhunderten von gemeinschaftlicher und sozialer Nutzung geprägt war und eine Spiegelbild der Kirchen- und Sozialgeschichte der Stadt abbildet.

### Ägidienkonvent

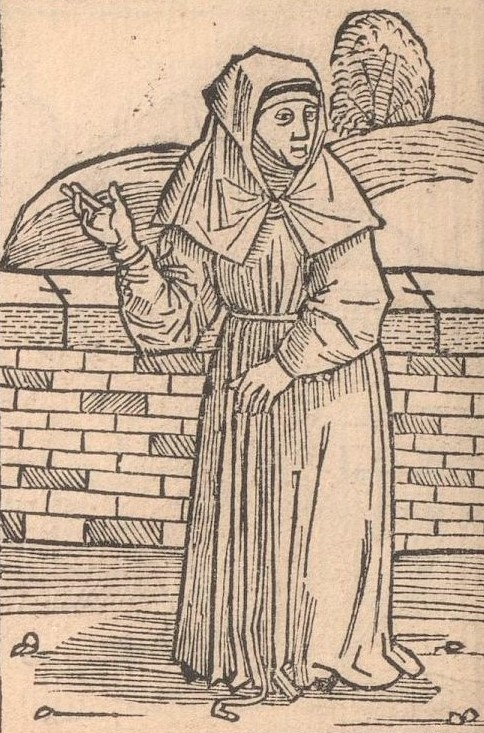
Holzgravur einer Begine, aus Des dodes dantz von Matthäus Brandis (Lübeck 1489)

Kurz nach dem Bau der Aegidienkirche wurde ihrem Chor gegenüber auf der anderen Seite der St.-Annen-Straße um 1270 der vermutlich zweite Beginenkonvent in Lübeck gestiftet. Der zweite große Stadtbrand im Jahr 1276 brachte in Lübeck die Wende vom Fachwerk zur Ziegelkonstruktion. Vier Jahre darauf wurde das Aegidienviertel parzelliert. 1288 erfolgte die erste urkundliche Erwähnung des heutigen Grundstücks in der Aegidienstraße 5, heute Haus 2. Neun Jahre später wurde der Aegidien-Konvent in der heutigen St.-Annen-Straße 3 erbaut. Im Jahr 1301 zogen die Beginen in den heutigen Aegidien-Konvent. Der Bau hatte im Erdgeschoss eine Hauskapelle, deren Ort heute noch durch ungewöhnlich große Fensteröffnungen, ein vermauertes Spitzbogenportal sowie 2002 aufgedeckte Reste spätgotischer Wandmalereien erkennbar ist.

### Michaeliskonvent
1397 kaufte Berthold Segeberg das an der Ecke Weberstraße gelegene Grundstück, um es für ein Armenhaus zu nutzen. Die hier entstehende Gemeinschaft der „Wollschwestern“, Frauen, die sich einer klosterartigen Regel unterwarfen, wurde Segeberg- oder Michaeliskonvent genannt.
Im Jahr 1450 wurde das Michaelishaus, heute St.-Annen-Straße 5, erbaut. Zudem erhielten die „Wollschwestern“ des Michaelis-Stiftes eine neue Ordnung, und die Schwestern vom gemeinsamen Leben (das weibliche Gegenstück der Brüder vom gemeinsamen Leben fanden hier ein Zuhause. Dreizehn Jahre später erfolgte der Bau der nicht mehr existierenden Michaelis-Kapelle auf dem Eckgrundstück hinter dieser Mauer. Bemerkenswert und für die Überlieferung der mittelniederdeutschen Sprache von einzigartiger Bedeutung sind die erhaltenen etwa 100 Bände ihrer Bibliothek, die sich heute in der Stadtbibliothek Lübeck befinden. Drei weitere Bände sind 1871 über Ludwig Heinrich Kunhardt in die Stadtbibliothek Hamburg (heute Staats- und Universitätsbibliothek Hamburg) gelangt.
Im Jahr 1531 hielt Lübeck durch Johann Bugenhagen die Reformation Einzug, und der Konvent wurde aufgelöst. Die Gebäude dienten zunächst als Altenstift.

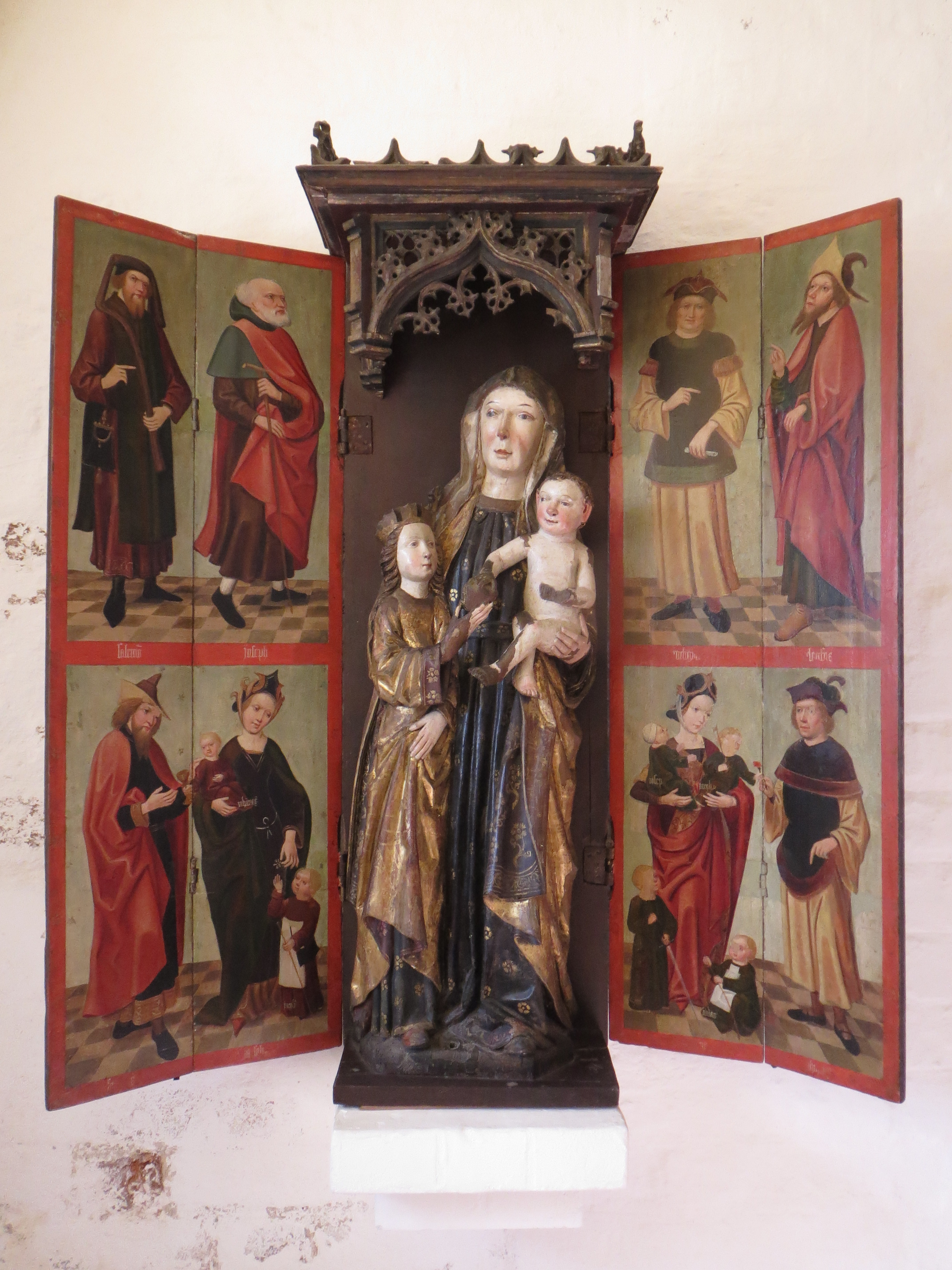
Annenschrein

Im St.-Annen-Museum finden sich zwei Altarschreine, die früher in einem der beiden Konvente gestanden haben: der Vierzehn-Nothelfer-Altar, ein Flügelaltar von ca. 1500, und ein kleinerer Annen-Schrein vom Ende des 15. oder Anfang des 16. Jahrhunderts, sowie eine erst 1999 aus dem Kunsthandel erworbene Tafel von 1480/90, die eine Madonna mit betendem Stifter, dem Ratsherrn Hinrich Lipperade, zeigt und Hermen Rode zugeschrieben wird.

### Waisenhaus
Ab 1556/57 nahm das Haus in der St.-Annen-Straße 5, der ehemalige Michaelis-/Segeberg-Konvent, Waisenkinder auf. Das Haus in der Weberstraße 1-1b wurde als neues Waisenhaus errichtet. 1810 erfolgte der Umzug der Waisenkinder in das Lübecker Waisenhaus am Domkirchhof.

### Armenhaus und Sozialamt
In den Jahren 1845/46 erfolgte eine neue Gesamtkonzeption der Einrichtung für Arme und Obdachlose mit dem Amt für Anstalten und Werkstätten. Ein Jahr darauf wurde das Inspektorenhaus in der St.-Annen-Straße 5b neu errichtet. Zudem wurde der alte Aegidien-/Beginenkonvent endgültig aufgelöst und ein freiwilliges Arbeitshaus gegründet. 1890 wurde das freiwillige Arbeitshaus an der Stavenstraße im Stil der Gründerzeit nach Abriss größerer Teile des ehemaligen Aegidien-/Beginen-Konventes neu gebaut, zudem wurde ein Treppenhäuschen in der St.-Annen-Str. 5a errichtet und es erfolgte ein Umbau der beiden Giebelhäuser in der St.-Annen-Straße 3–5.
Im Jahr 1929 wurde das Werkstattgebäude an der südöstlichen Grenze des Aegidienhofes in der Weberstr. 1f gebaut. Nach dem Zweiten Weltkrieg, im Jahr 1950, wurde das Areal als Sozialamt umgebaut und genutzt. 1998 erfolgte der Auszug des Sozialamtes, es folgte die Entwicklung des Projektes für neues Wohnen und Arbeiten im Aegidienhof. In den beiden darauffolgenden Jahren wurde das Areal saniert und modernisiert. Ab 2000 zogen die ersten neuen Bewohner im Aegidienhof ein.